# 地上の星/ヘッドライト・テールライト
「地上の星/ヘッドライト・テールライト」（ちじょうのほし / ヘッドライト・テールライト）は、中島みゆきの37作目のシングル。2000年7月19日にヤマハミュージックコミュニケーションズから発売された。
このシングルから、タイトル曲のTV-MIX(オリジナル・カラオケ)が無かったり、カップリング曲がライブ音源の場合を除き、シングルカセットの『時代/最後の女神』以来、約7年ぶりに両A面の2曲目やカップリング曲のTV-MIX(オリジナル・カラオケ)も収録された。
2022年11月28日にこのシングルは、新たにデジタル・ダウンロード配信された。

## 背景
「地上の星」はNHK総合テレビ系のドキュメンタリー番組『プロジェクトX〜挑戦者たち〜』のオープニングテーマとして起用され、「ヘッドライト・テールライト」は同番組のエンディングテーマとして起用された。この2曲は元々、アルバム『短篇集』（2000年11月15日発売）にのみ収録される予定だったが、すでに2曲がオンエアされていた『プロジェクトX』を見た（曲を聴いた）ファン等からのシングル化の要望を受け、急遽アルバムに先行する形でシングルカットが決まった経緯がある。
本曲を採用したきっかけは、『プロジェクトX』のプロデューサーだった今井彰が、企画の段階で中島みゆきにテーマ曲を依頼するつもりでいたことにある。中島の所属する事務所には取り合ってもらえなかったが、今井が中島に手紙を送ったところ、中島本人が快諾し、本曲を書き上げた。2005年12月28日、中島は『プロジェクトX』の最終回に出演し、スタジオで「ヘッドライト・テールライト」を熱唱した。
2024年4月6日から18年ぶりに『プロジェクトX〜挑戦者たち〜』が『新プロジェクトX 〜挑戦者たち〜』として復活し、オープニングテーマは「地上の星」の新収録版となる「新・地上の星」を使用、エンディングテーマも「ヘッドライト・テールライト」が引き続き用いられる。　　

## NHK紅白歌合戦での歌唱
- 2002年の『第53回NHK紅白歌合戦』に中島が初出場し、極寒の黒部川第四発電所地下道からの生中継で同曲を歌唱した。ところがその際中島は、途中2番目の歌詞を一瞬ど忘れし、さらに間違えてしまうハプニングがあった。その他、当初は「初出場にして紅組トリおよび大トリでの登場」になるのではないかとも報道された[注 1]が、「締めの歌はNHKホールから送りたい」（チーフプロデューサーの並木正行）という理由により、紅組トリでの出演は見送られた[3]。
  - なお中島はコンサートでも歌詞を間違えることがあり、かつて放送されていたTOKYO-FMのラジオ番組『中島みゆき お時間拝借』（1994年 - 1997年）の中でも「（コンサートには）CDは聞かないで来て下さい」「あれは間違いではなく『ライブ・バージョン』です」等と言っていたが、歌詞がテロップ（字幕スーパー）で表示されるので、歌詞が違っていたことがすぐに分かってしまったのである。NHK側も中島が歌詞を間違えたその瞬間、テロップを慌てて消したものの、翌2003年元日付のスポーツ新聞には「みゆき 歌詞間違えちゃった」の見出しが躍ることになった。
  - 中島は「すごかったのは、（歌詞間違いをした）その瞬間、（歌詞の）テロップを消してくださったんですってね。すごいわ、NHK」とNHKの瞬時の対応を絶賛している。さらに、「ここまで行ったら止まって、ここまでいったら歩いて、一節歌ったらこっちを向いて、みたいな一応練習はしていたんですけど、あの少し前でハウッたんですの。音がモニターがキーンって[注 2]。そこでちょっと血圧上がりましたね。『やべ』って思った瞬間に、歩いてはいけないポイントで歩いてたんです、私。止まってなきゃならないのに…。目の前でスタッフがワラワラ後ずさっていくんです。あっ!私、ここ止まってなきゃならないんだって思った瞬間、歌詞が…歌詞何って…って飛んだんです」と笑いながら歌詞を間違えた経緯を語っている。また、極寒の地での歌唱で「マイクが氷のように冷たいんです。気の毒だってんで（スタッフが）懐で暖めてくれたんですね。ありがたいことですね」と改めてスタッフの厚意に感謝もしている[4]。
  - また曲紹介時、紅組司会の有働由美子（NHKアナウンサー）との絡みはなかった。これについては、当の本人の「あっけらかん」さが表れるのが嫌だった、と中島本人が語っている[5]。
- この放送がきっかけでオリコンシングルチャートで急上昇し、下記のように1位を獲得したことを始め、様々な記録を残すこととなった。また放送終了後しばらく、CD店でシングルCDが品切れの状態が続いた。さらに、シングルを買えなかった人が同曲収録アルバムの『短篇集』や『Singles 2000』を買い求めたため、それらも同様に品切れの状態が続いていた。

## CMやテレビ番組での使用
2008年には、「地上の星」がサントリーの缶コーヒーブランドであるボス『地上の星編』のCMに使用された。そのCMは大杉漣がトンネル工事の現場監督役で、作業員に扮したトミー・リー・ジョーンズと共に、『プロジェクトX』で取り上げられた黒部ダムでトンネル掘削工事に挑む。大町トンネル建設を真似た映像になっている。その後2015年と2019年には『ヘッドライト・テールライト』が『ヘッドライト・テールライト編』として、2022年には中島自身が出演した『禁じられた惑星編』としてそれぞれ使用された。
また、テレビ番組で『地上の星』や『ヘッドライト・テールライト』を流し、『プロジェクトX』風の演出をする場合もある。

## オリコンシングルチャート推移・記録
『プロジェクトX』の主要な視聴者である当時の中高年を中心に、幅広い支持を獲得し、2000年7月31日、オリコンシングルチャートに初登場で15位にランクインした。97週目には100位になることもあったが、2002年末に『NHK紅白歌合戦』で歌われた後の2003年1月20日に130週目で1位を獲得し、発売以降174週連続でオリコンシングルチャート100位圏内チャートインを果たした。『プロジェクトX』の最終回後の2006年1月16日には、2004年2月2日以来のオリコンシングルチャート100位圏内返り咲き（66位）を達成し通算オリコンシングルチャート100位圏内チャートイン記録を183週に延ばした。
また、本作がオリコンシングルチャートで1位を獲得することで、中島は1970年代の「わかれうた」（1977年）、1980年代の「悪女」（1982年）、1990年代の「空と君のあいだに」（1994年）、「旅人のうた」（1995年）、そしてこの曲と、4つの西暦10年代に亘ってのオリコンシングルチャート1位という記録を達成した。この記録を持っているのは同一名義では中島、後に達成するサザンオールスターズ（1980年代、1990年代、2000年代、2010年代）、B'z（1990年代、2000年代、2010年代、2020年代）の3組である（異なる名義を含めば松任谷由実が達成している）。
オリコン調査による累計売上枚数では、1994年に発売された「空と君のあいだに/ファイト!」に次ぐ、自身2番目の売り上げとなっている。オリコン集計で100万枚を突破しているが、当時、ヤマハミュージックコミュニケーションズが日本レコード協会非加盟社であったため（後に加盟）、ゴールド等の認定は受けていない。
| オリコンシングルチャートで 本作が記録を更新した項目          | 本作の記録  | これまでの記録保持作品     | これまでの記録 |
| ------------------------------------------------------------ | ----------- | -------------------------- | -------------- |
| 初登場から1位獲得までの 100位圏内チャートイン週数            | 登場130週目 | 「北の宿から」（都はるみ） | 登場44週目     |
| 100位圏内連続チャートイン                                    | 174週       | 「夢追い酒」（渥美二郎）   | 109週          |
| 100位圏内通算チャートイン                                    | 183週       | 「すきま風」（杉良太郎）   | 147週          |
| 初登場からミリオンセラー達成までの 100位圏内チャートイン週数 | 登場139週目 | 「北国の春」（千昌夫）     | 登場92週目     |

## その他の記録
『COUNT DOWN TV』のトップ50入り週歴代1位（111週）も果たした。
『第56回NHK紅白歌合戦』の「スキウタ」アンケートで紅組7位にランクインした。
フェイス・ワンダワークスが2015年に発表したGIGAエンタメロディで15年間で最も多くダウンロードされた着信メロディを集計した「着信メロディ15年間ランキング」において、「地上の星」が14位にランクインされた。

## 収録曲
| 全作詞・作曲: 中島みゆき、全編曲: 瀬尾一三。 |                                        |            |            |      |
| #                                            | タイトル                               | 作詞       | 作曲・編曲 | 時間 |
| 1.                                           | 「地上の星」                           | 中島みゆき | 中島みゆき | 5:11 |
| 2.                                           | 「ヘッドライト・テールライト」         | 中島みゆき | 中島みゆき | 4:59 |
| 3.                                           | 「地上の星」(TV MIX)                   | 中島みゆき | 中島みゆき | 5:11 |
| 4.                                           | 「ヘッドライト・テールライト」(TV MIX) | 中島みゆき | 中島みゆき | 4:56 |
| 合計時間:                                    | 合計時間:                              | 20:17      |            |      |

## 収録作品

### アルバム
| 曲名                       | 収録アルバム                                                | 発売日         | 備考 |
| -------------------------- | ----------------------------------------------------------- | -------------- | --- |
| 地上の星                   | 『短篇集』                                                  | 2000年11月15日 | 28thアルバム                                                                                              |
| 地上の星                   | 『Singles 2000』                                            | 2002年4月17日  | ベストアルバム                                                                                            |
| 地上の星                   | 『中島みゆきライヴ! Live at Sony Pictures Studios in L.A.』 | 2005年3月23日  | ライブアルバム                                                                                            |
| 地上の星                   | 『歌旅 -中島みゆきコンサートツアー2007-』                   | 2008年6月11日  | ライブアルバム（ライブ・カラオケ・バージョン）                                                            |
| 地上の星                   | 『中島みゆき・21世紀ベストセレクション『前途』』            | 2016年11月16日 | ベストアルバム - 表記はないが、アウトロのフェードアウトがシングルより早まっている。                       |
| 地上の星                   | 『ここにいるよ』                                            | 2020年12月2日  | ベストアルバム - 表記はないが、『前途』収録時と同様アウトロのフェードアウトがシングルより早まっている。   |
| ヘッドライト・テールライト | 『短篇集』                                                  | 2000年11月15日 | 28thアルバム                                                                                              |
| ヘッドライト・テールライト | 『Singles 2000』                                            | 2002年4月17日  | ベストアルバム                                                                                            |
| ヘッドライト・テールライト | 『元気ですか』                                              | 2006年6月14日  | ベストアルバム - 表記はないが、アウトロがフェードアウトしないバージョンである。                           |
| ヘッドライト・テールライト | 『中島みゆき「縁会」2012〜3 -LIVE SELECTION-』              | 2014年11月12日 | ライブアルバム                                                                                            |
| ヘッドライト・テールライト | 『中島みゆき・21世紀ベストセレクション『前途』』            | 2016年11月16日 | ベストアルバム - 表記はないが、『元気ですか』収録時と同様アウトロがフェードアウトしないバージョンである。 |

### 映像作品
| 曲名                       | 収録映像作品                                                | 発売日         | 備考         |
| -------------------------- | ----------------------------------------------------------- | -------------- | ------------ |
| 地上の星                   | 『歌姫 LIVE in L.A.』                                       | 2004年12月23日 | PV集         |
| 地上の星                   | 『中島みゆきライヴ! Live at Sony Pictures Studios in L.A.』 | 2005年3月23日  | ライブDVD/BD |
| 地上の星                   | 『歌旅 -中島みゆきコンサートツアー2007-』                   | 2008年6月11日  | ライブDVD/BD |
| 地上の星                   | 『中島みゆき「縁会」2012〜3』                               | 2014年11月12日 | ライブDVD/BD |
| ヘッドライト・テールライト | 『中島みゆき「縁会」2012〜3』                               | 2014年11月12日 | ライブDVD/BD |

## カバー

### 地上の星
| アーティスト               | 収録作品                                                               | 発売日          | 備考                                            |
| -------------------------- | ---------------------------------------------------------------------- | --------------- | ----------------------------------------------- |
| 五木ひろし                 | 五木ひろしカバー&セルフコレクションズ〜おふくろの子守歌〜              | 2003年4月2日    |                                                 |
| リチャード・クレイダーマン | アンティーク・ピアノの贈り物                                           | 2003年7月23日   |                                                 |
| 女子十二楽坊               | 女子十二楽坊 〜Beautiful Energy〜                                      | 2003年7月24日   |                                                 |
| 深町純                     | 深町純ピアノ・ワールド 中島みゆき作品集                                | 2003年9月10日   |                                                 |
| ジュリア・フォーダム       | 中島みゆきトリビュート Yourself...Myself                               | 2003年9月26日   | 英語詞。曲名は「Earthly Stars (Unsung heroes)」 |
| 坂本冬美                   | 坂本冬美全曲集                                                         | 2004年9月29日   |                                                 |
| 清水ミチコ                 | 歌のアルバム                                                           | 2005年2月23日   | 「歌姫メドレー」の1曲としてカバー               |
| 高良みゆき (遠藤綾)        | TVアニメ『らき☆すた』エンディングテーマ集 〜ある日のカラオケボックス〜 | 2007年7月11日   | アニメ『らき☆すた』第7話エンディングテーマ      |
| 大橋純子                   | Terra                                                                  | 2007年7月19日   |                                                 |
| 秋川雅史                   | 千の風になって〜一期一会〜                                             | 2008年4月2日    |                                                 |
| NICOTINE                   | COVER OF IT ALL-JAPANESE BEST SHITS-                                   | 2008年4月23日   |                                                 |
| デーモン小暮               | GIRLS' ROCK 〜Tiara〜                                                  | 魔暦11年2月11日 |                                                 |
| スナッフ                   | BlahZsaMcBongBing                                                      | 2010年2月2日    |                                                 |
| 島津亜矢                   | Singer                                                                 | 2010年10月6日   |                                                 |
| エリック・マーティン       | Mr. Vocalist 3                                                         | 2010年11月3日   | 英語詞。                                        |
| 桑田佳祐                   | 平成三十年度! 第三回ひとり紅白歌合戦                                   | 2019年6月5日    |                                                 |
| 工藤静香                   | 青い炎                                                                 | 2021年3月10日   |                                                 |

### ヘッドライト・テールライト
| アーティスト     | 収録作品                                               | 発売日         | 備考                                  |
| ---------------- | ------------------------------------------------------ | -------------- | ------------------------------------- |
| 小原孝           | TRY TRY TRY「ピアノよ歌え」スペシャル〜J-POP特集2001〜 | 2001年7月18日  |                                       |
| 深町純           | 深町純ピアノ・ワールド 中島みゆき作品集                | 2003年9月10日  |                                       |
| ジャニス・イアン | 中島みゆきトリビュート Yourself...Myself               | 2003年9月26日  | 英語詞。曲名は「Headlight Taillight」 |
| 奈歩             | 元気ですか                                             | 2006年6月14日  | 英語詞と日本語詞で歌唱。              |
| リベラ           | 配信限定                                               | 2018年12月26日 | ドラマ『下町ロケット』挿入歌          |
| 工藤静香         | 青い炎                                                 | 2021年3月10日  |                                       |
| 安倍理津子       | 願い                                                   | 2021年4月21日  |                                       |